# 奈良美智
奈良美智（日语：／ Nara Yoshitomo ?；1959年12月5日—）是一名日本藝術家、雕刻家，日本青森縣弘前市人。現居栃木縣那須鹽原市。
自1984年以來，奈良已舉辦近40場個展，作品亦曾於紐約現代藝術博物館、洛杉磯郡藝術博物館等地展出。他最廣為人知的創作主題是「大頭女孩」，評論者指出其「童稚的表情能喚起成人情感，可愛外觀中蘊含黑色幽默，明確的文化符碼交織著個人記憶。」

## 生平
奈良於1959年生於青森縣弘前市，距今居住地栃木縣約300英里。在童年時期，因父母長年忙於工作，他便在繪畫中尋求寄託。此外也透過美軍駐紮本州期間所播放的遠東廣播電台接觸到大量西洋音樂，對其日後的創作產生影響。。他後來曾為搖滾樂團少年刀、R.E.M.、Bloodthirsty Butchers等設計唱片封面。
1978年於青森縣立弘前高等學校畢業後，奈良就讀愛知縣立藝術大學並於1985年取得美術學士學位，1987年取得硕士学位。1988至1993年間，他前往德國杜塞尔多夫艺术学院進修，師承彭克。。
在杜塞爾多夫求學的六年間，奈良美智曾於一間日本餐廳打工維持生計。期間，位於科隆的一家知名畫廊邀請他舉辦展覽，並主動協助他尋找工作室。

### 畫家生涯
奈良於1990年代在日本的普普藝術運動中嶄露頭角。1994年自德國畢業後，他前往科隆的工作室工作，並在當地生活了約六年。在這段期間，他創作出一系列風格鮮明的代表作，多以帶有挑釁眼神的孩童為主題，如《腮腺炎》（1996年）與《煎餅神風》（1996年）。同時他在日本與歐洲舉辦個展的機會也日益增多，作品逐漸獲得國際藝術界的關注。。原創大型畫作常以數百萬美元成交。1995年，他獲得了名古屋市藝術獎勵賞。1998年，奈良曾在加州大学洛杉矶分校擔任一學期客座教授。
2000年，奈良在旅居德國12年後返回日本。並搬到了東京都西多摩郡瑞穗。翌年，他在日本舉辦首次大型個展「I DON'T MIND, IF YOU FORGET ME」，展出包含繪畫、素描與雕塑在內的新作。該展覽首度於横滨美术馆開幕，隨後巡迴日本五座城市，每站皆吸引大量參觀人潮。展覽最終回於藝術家故鄉弘前市的吉井酒造磚倉庫（今弘前煉瓦倉庫美術館）舉行，由約4,600名志工共同運營，開創了當地居民大規模參與藝術展覽的先例。
2005年6月，奈良為實驗樂團Fantômas的專輯《Suspended Animation》提供封面藝術。此外，也有大量影片、書籍、雜誌、目錄與專著出版介紹其作品。他的雕塑、繪畫與素描全收錄於兩冊本的全集出版。同年，他搬到栃木縣那須高原，從那時起奈良就一直以栃木縣為創作基地。2006年，擔任武藏野美術大學客座教授。2007年展開陶藝創作
2010年，亞洲協會舉辦《Yoshitomo Nara: Nobody's Fool》，為奈良於紐約的首次大型回顧展。其他大型展覽包括2001至2002年間在日本巡迴的《我不介意你忘了我》（I Don't Mind If You Forget Me），以及2003至2005年間於美國展出的《奈良美智：無事發生》（Yoshitomo Nara: Nothing Ever Happens）。目前其中一件作品常駐展出於英國蓋茨黑德的波羅的海當代藝術中心（Baltic Centre for Contemporary Art）窗台。同年，因對藝術文化的貢獻，奈良獲頒「紐約國際文化獎」，繼馬友友之後為第二位亞州人。
2018年，他在栃木縣那須鹽原市開設了一個名為「N's YARD」的私人當代藝術空間作為自己的營運基地。
2025年4月16日，美國《時代雜誌》雜誌宣布他被評為全球最具影響力的100人之一。

## 作品
1990年代後期，奈良開始創作立體作品，主要是將畫作中的孩童或小狗等，作成大型的立體雕塑，或採用不同媒材拼組的方式構成，如近年在紐約市展出的《流淚的狗》就是以大量膠布為基本材料所組成。除2009年則創作的兩件大型雕塑《然而並非一切（綠屋）》及《然而並非一切（橘屋）》。
奈良稱自己從未表示其作品受日本漫畫影響，但人們在討論他筆下風格化、擁有大眼睛的人物時，常會聯想到他1960年代童年時期所接觸的漫畫與動畫意象。然而，奈良透過將這些形象與帶有恐怖氛圍的意象結合，對其進行了顛覆與再詮釋。這種將人性邪惡與純真孩童並置的做法，或許反映他對日本僵化社會規範的回應。奈良曾表示，他接受過的音樂教育對其藝術創作具有根本性的影響。此外，他年輕時所熱衷的龐克搖滾音樂也影響了其作品風格。
在2025年的一次專訪中，奈良表示，他的創作從未刻意針對特定的社會議題。他認為，學者與評論者經常從外部視角解讀其作品，對此他有時認同，有時則否。奈良指出，自己生活在當代社會之中，自然而然地受到其氛圍影響，因此在創作時不需刻意強調或過度思索社會背景。他強調自己的創作仰賴直覺驅動，並認為一旦失去這份直覺，其藝術生涯也將隨之結束。

### 拍賣會
2019年，奈良的裝置藝術作品《不全然是…／綠屋》（Not Everything but／Green House，2009）於香港保利拍賣會以4012萬港元（約512萬美元）創下新紀錄，但數小時後便被另一作品超越，2000年作《背後藏刀》（Knife Behind Back）於蘇富比香港現代藝術晚拍中以1億9570萬港元（約2500萬美元）成交，刷新其個人紀錄，並成為史上最昂貴的日本藝術家作品。同年作品《等不到夜晚來臨》（Can’t Wait ‘til the Night Comes）亦以9290萬港元售出。
2021年4月，畫作《青蛙女孩》（Frog Girl）於蘇富比香港春季拍賣中以1250萬美元成交。

## 出版品
- 《沒有人會知道》（英語：Nobody knows）リトルモア ISBN 4-89815-051-9
- 《深深的水窪》（日语：?）角川書店　ISBN 4048730762
- 《催眠超市》（英語：Lullaby Supermarket）角川書店　ISBN 4048533363
- 《奈良手記》（NARA NOTE）筑摩書房　ISBN 4480873287
- 《我不介意你忘了我》（英語：I DON'T MIND, IF YOU FORGET ME.）淡交社　ISBN 4473018393
- 《小星星通信》（日语：?）ロッキングオン ISBN 4860520343；大塊出版 繁體中文版 ISBN 9867600827
- 《現在就畫：八個提議》Drawing Now: Eight Propositions, Laura Hoptman出版社出版, 2002年
- 《大眾供給》Public Offerings, Matsui Midori, Museum of Contemporary Art Los Angeles, Thames and Hudson出版社出版, 2001年
- 《在世界的邊緣作畫》Painting At The Edge Of the World, Matsui Midori 明尼亞波利斯行動藝術中心出版。
- 《我的生活像隻狗》My life as a dog, Stephan Trescher, Verlag für moderne Kunst Nürnberg and Kadokawa Shoten, 2001年
- 《最深的泥坑中》In the Deepest Puddle, Kadokawa Shoten, 1997年
- 《用小刀畫開》（英語：Slash with a Knife）, リトルモア（Little More）出版社出版, 1998年　ISBN 4-947648-85-6
- 《浮世繪》（英語：UKIYO），リトルモア（Little More）出版社出版, 1999年ISBN 4-947648-90-2
- 《寂寞的大狗》Lonesome Puppy, Magazine House出版社出版, 1999年
- 《奈良美智48女孩》NARA 48 GIRLS 一起來出版，ISBN 9789860623017
- 《奈良美智寫真版作品精選集》《the good, the bad, the average... and unique》リトルモア ISBN 4-89815-109-4
- 奈良美智與吉本芭娜娜合作：《雛菊人生》（日语：?）　ISBN 4947599847
- 奈良美智與吉本芭娜娜合作：《阿根廷婆婆》（日语：?）　ISBN 4860520122
- 《奈良美智―ナイーブワンダーワールド～別冊トップランナー》　KTC中央出版　ISBN 4877582010
- 《奈良美智的創作寫真紀錄》森本美絵《STUDIO PORTRAIT 奈良美智の製作風景》　美術出版社 ISBN 4568120675
- 《奈良美智的世界》ユリイカ 2017年8月臨時増刊号 総特集◎奈良美智の世界 大藝出版 ISBN 9789869627009

### 繪本
- 《ともだちがほしかったこいぬ　》マガジンハウス　ISBN 4838711549

### 明信片集
- 奈良美智ポストカード 1 Puddle Flowers　角川書店　ISBN 4048530925
- 奈良美智ポストカード 2 Puddle Flowers　角川書店　ISBN 4048530933
- 奈良美智ポストカード 3　角川書店　ISBN 4048531077
- 奈良美智ポストカード 4　角川書店　ISBN 4048531085

### 紀錄片
- 《跟著奈良美智去旅行》（2007年）[34][35]

## 外部連結
- 用google看奈良美智的作品
- N’s Yard 奈良美智個人美術館 （页面存档备份，存于）
- 奈良美智的X（前Twitter）（日語）
- 奈良美智的Instagram帳戶
- 奈良美智的Facebook專頁 （页面存档备份，存于）
- 2021奈良美智特展的Facebook專頁 （页面存档备份，存于）